# 割圓八線

割圓八線

割圓八線是割圓術之一，與三角學和三角函數相關，主要用於測量。八線指割圓有八個線段，分別為正弦、餘弦、正切、餘切、正割、餘割、正矢、餘矢。
大明崇禎曆書，有割圓八線表，其列舉了各線的數值，相當於一張三角函數表。而大清梅文鼎，亦有著作《平三角舉要》，其主要講述三角學，其中也有使用到割圓八線的概念。
割圓八線與曆法有關。其之所以跟曆法有關是因為圭表求日影，以定季節。天文計算也會用到割圓八線。

## 說明

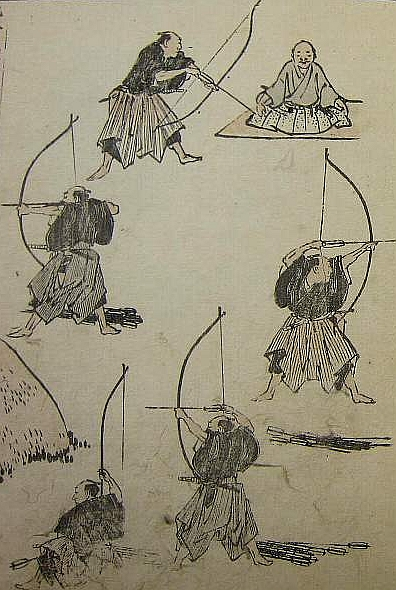
弓上了弦，但未張的形狀。弦為鉛垂線

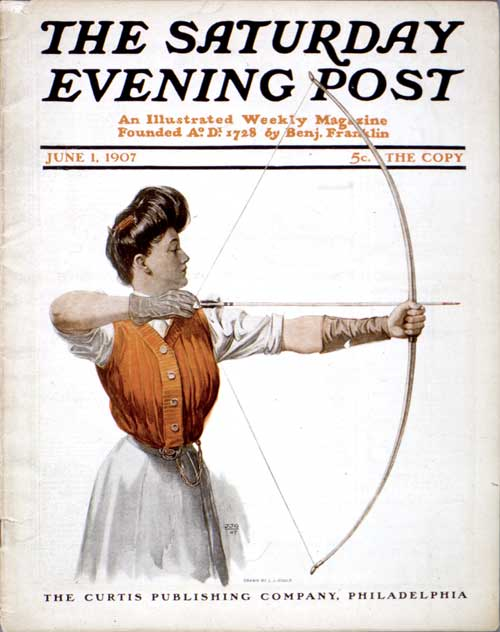
如射箭張弓，橫為矢向，弦化為斜線

為了方便說明割圓八線，一圓以一條過圓心的水平線和一條過圓心的鉛直將圓評分成四份，每份有一個直角，圓邊就是弧。
以分割出的四份中，左上角的那一份為例，即丁丙庚的部份。圓心直角在丁。從圓心射出一條斜的射線，交圓周於乙，並從乙向外持續延伸。如此一來，直角就被分成了兩份，靠近x軸的那一份稱為正角，另一份稱為餘角。而正角一側的圓周上的弧稱為正弧，即弧線乙丙；餘角一側的圓周上的弧稱為餘弧，即弧線乙庚。
割圓的圖像結構與射箭類似，弓有弧、弦和矢。弦為扣在弧上下的直線，而矢就是箭，是橫放，以備射向目標。射箭時張弓，扣矢拉弦，弦矢的端點就有兩個角，弦線化為斜線。
算經借為割圓之用。直線劃過圓稱為弦，有如弓的弦狀。弓弦未拉時是鉛垂線，即線段甲乙。弓弦拉斜線到圓心，就是線段乙丁，為圓的半徑。而丙丁橫線，就矢的方向。割圓叫與圓周相切的線，稱為切線。丙戊和庚辛都是切線。
正角方向的弦，叫正弦，即線段甲乙。線段甲乙和線段丙丁，相交成直角。相切到到圓周切點為丙的切線，和斜線相交在戊，丙戊這條鉛垂線稱為正切。斜線丁戊則線稱正割。線段甲丙，有如未張弓的矢，稱為正矢。
這樣就得出正弦、正切、正割、正矢。
類似地，可以用如上的概念在餘角上做一遍得到餘弦、餘切、餘割、餘矢，過程等同於橫直倒轉。
割圓八線在零度與直角之間的線長由下表給出：
| 線名 | 線   | 正角為零度 餘角為直角 | 正角為直角 餘角為零度 |
| ---- | ---- | --------------------- | --------------------- |
| 正弦 | 甲乙 | 零                    | 半徑                  |
| 正切 | 丙戊 | 零                    | 同正割，無窮大        |
| 正割 | 丁戊 | 半徑                  | 同正切，無窮大        |
| 正矢 | 甲丙 | 零                    | 半徑                  |
| 餘弦 | 乙己 | 半徑                  | 零                    |
| 餘切 | 庚辛 | 同餘割，無窮大        | 零                    |
| 餘割 | 丁辛 | 同餘切，無窮大        | 半徑                  |
| 餘矢 | 己庚 | 半徑                  | 零                    |